# Pozzo sacro Milis
Il pozzo sacro Milis è un sito archeologico situato nel comune di Golfo Aranci, in provincia della Gallura Nord-Est Sardegna.

## Descrizione
Il pozzo sacro, uno dei più importanti della zona, risale alla metà del II millennio a.C. e venne frequentato fino alla prima metà del I millennio a.C.. Fu parzialmente danneggiato nel XIX secolo durante i lavori per la costruzione della vicina ferrovia, rimane tuttavia integra la parte sotterranea costituita dalla scalinata di 40 gradini e la camera col pozzo. Quest'ultima è alta circa 10 metri ed è ha una pianta circolare con copertura a thòlos.
Fu scavato da Domenico Lovisato nel 1889. Successivamente fu oggetto di scavi nel 1937.

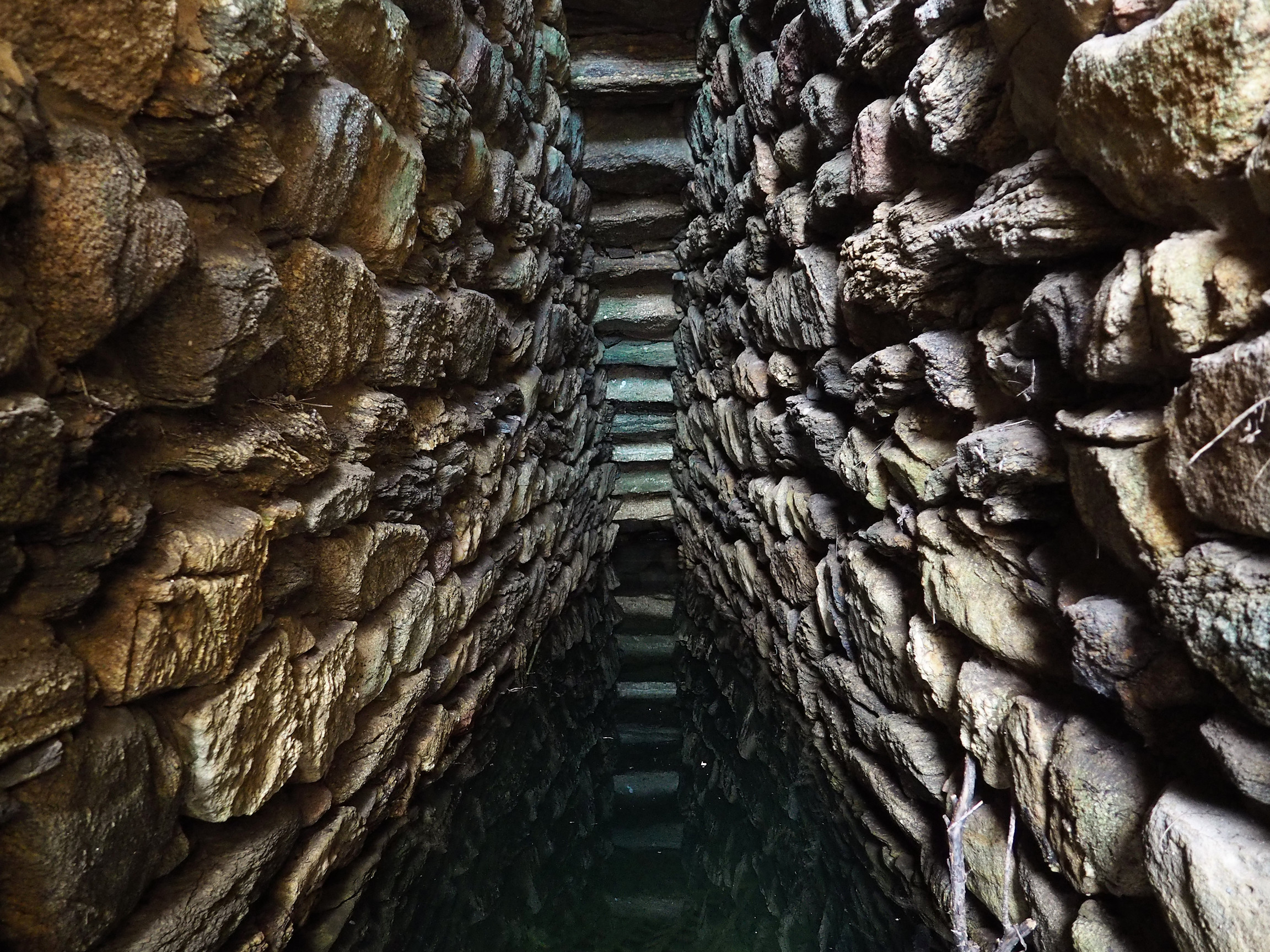
L'interno del Pozzo Sacro